# ČSD-Baureihe EM 475.1
Die ČSD-Baureihe EM 475.1 (ab 1988: 451) sind elektrische Nahverkehrs-Triebzüge der einstigen Tschechoslowakischen Staatsbahn (ČSD) für das mit 3 kV Gleichspannung elektrifizierte Netz. Beschafft wurden die Einheiten speziell für den S-Bahn-ähnlichen Prager Vorortverkehr, die heutige Esko Prag. Sie gehören zu den ersten Vollbahnfahrzeugen mit Niederflurteil und ermöglichen von 550 mm hohen Bahnsteigen einen nahezu stufenlosen Zugang zum mittleren Fahrgastabteil jedes Wagens.
Aufgrund von Fahrzeugmangel wurden von 1972 bis 1973 elf Fahrzeuge der Baureihe EM 475.2 (ab 1988: 452) gebaut. Die Fahrzeuge waren weitestgehend identisch zur Baureihe 475.1, waren aber teilweise verbessert. Beispielsweise wurde die Steuerung feinfühliger und die Bremsen stärker. 

## Geschichte
Der Prototyp der Baureihe wurde 1959 bei Vagonka Tatra in Studénka gebaut. Die elektrische Ausrüstung wurde von MEZ in Vsetín geliefert. Ab 1964 wurden für die ČSD 52 Serieneinheiten gefertigt, welche vor allem im Großraum Prag, aber auch um Olmütz eingesetzt wurden. Eine weitere, verbesserte Serie aus elf Fahrzeugen entstand ab 1972 als Baureihe EM 475.2. Diese entstand, weil sich die Serienfertigung der ČSD-Baureihe EM 488.0 erheblich verspätete. Ursache dieser Verspätung war ein Brand beim Hersteller, womit Entwicklungsfortschritte und Prototypen zerstört wurden. 
Eisenbahner nennen die Züge wegen ihrer Fronten im Stil der 1960er auch „Žabotlam“, was so viel heißt wie „Froschmaul“.
Ursprünglich war eine normative Nutzungsdauer von 15 Jahren vorgesehen. Nachfolger war die ČSD-Baureihe EM 488.0, deren Fertigung ab 1972 geplant war. Aufgrund zahlreicher Unzulänglichkeiten kamen diese Triebzüge für den Verkehr in und um Prag dann nicht in Frage. Ein weiterer Ansatz als Nachfolge war die Baureihe 470 ab 1994. Eine weitere Entwicklung auf Grundlage dieser Baureihe unterblieb, da sich mit der Samtenen Revolution und Marktöffnung für neue Hersteller der Zugang zu modernen Technologien wie Asynchronmotoren öffnete, woraufhin die Baureihe 471 entstand. Mit der Indienststellung der Doppelstocktriebwagen dieser Baureihe ab 2001 begann die schrittweise Ausmusterung.
Letztes Einsatzgebiet war die Linie S41 der Esko Prag, für die zuletzt noch die auf drei Wagen verkürzte Einheit 451 025/026 vorgehalten wurde. Die Einsätze endeten am 10. August 2018. Einen Tag später wurde der Zug im Rahmen einer Sonderfahrt unter großer Anteilnahme der Bevölkerung in das Depot des Technischen Nationalmuseums in Chomutov überführt.
Die Einheit 451 045/046 wurde 2010 aufgearbeitet und wird betriebsfähig erhalten.

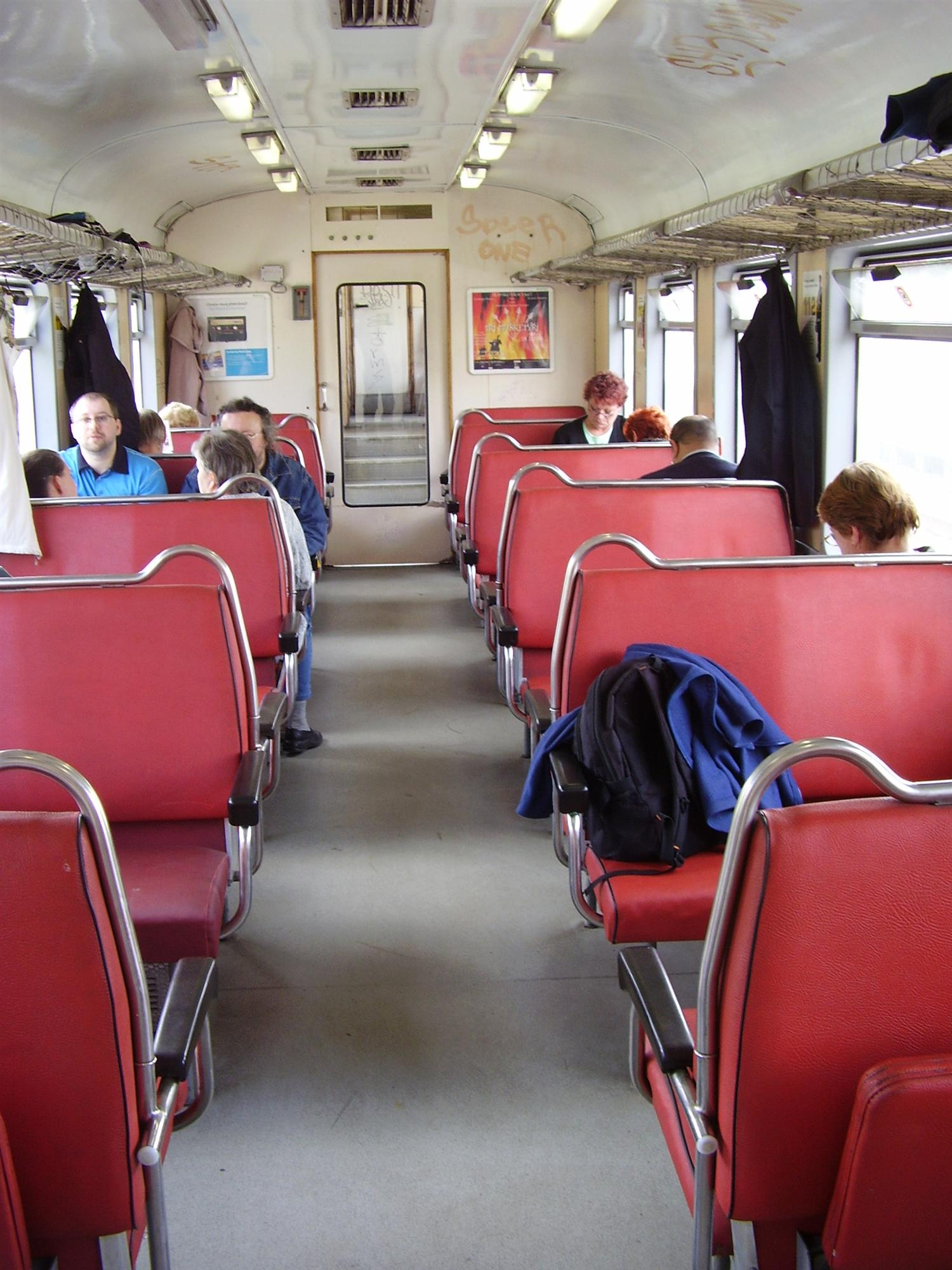
Fahrgastraum im Niederflurteil
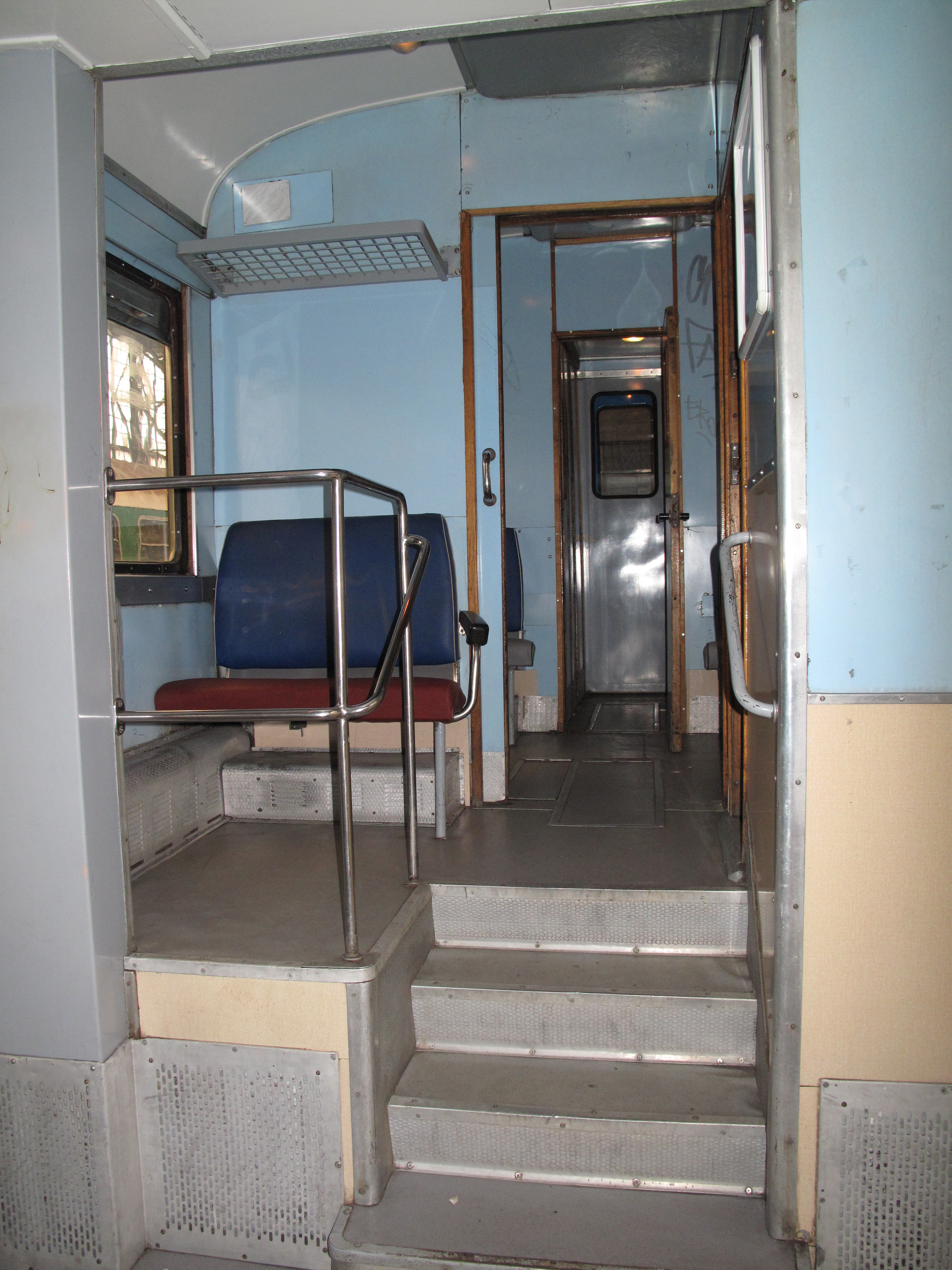
Fahrgastraum über den Drehgestellen
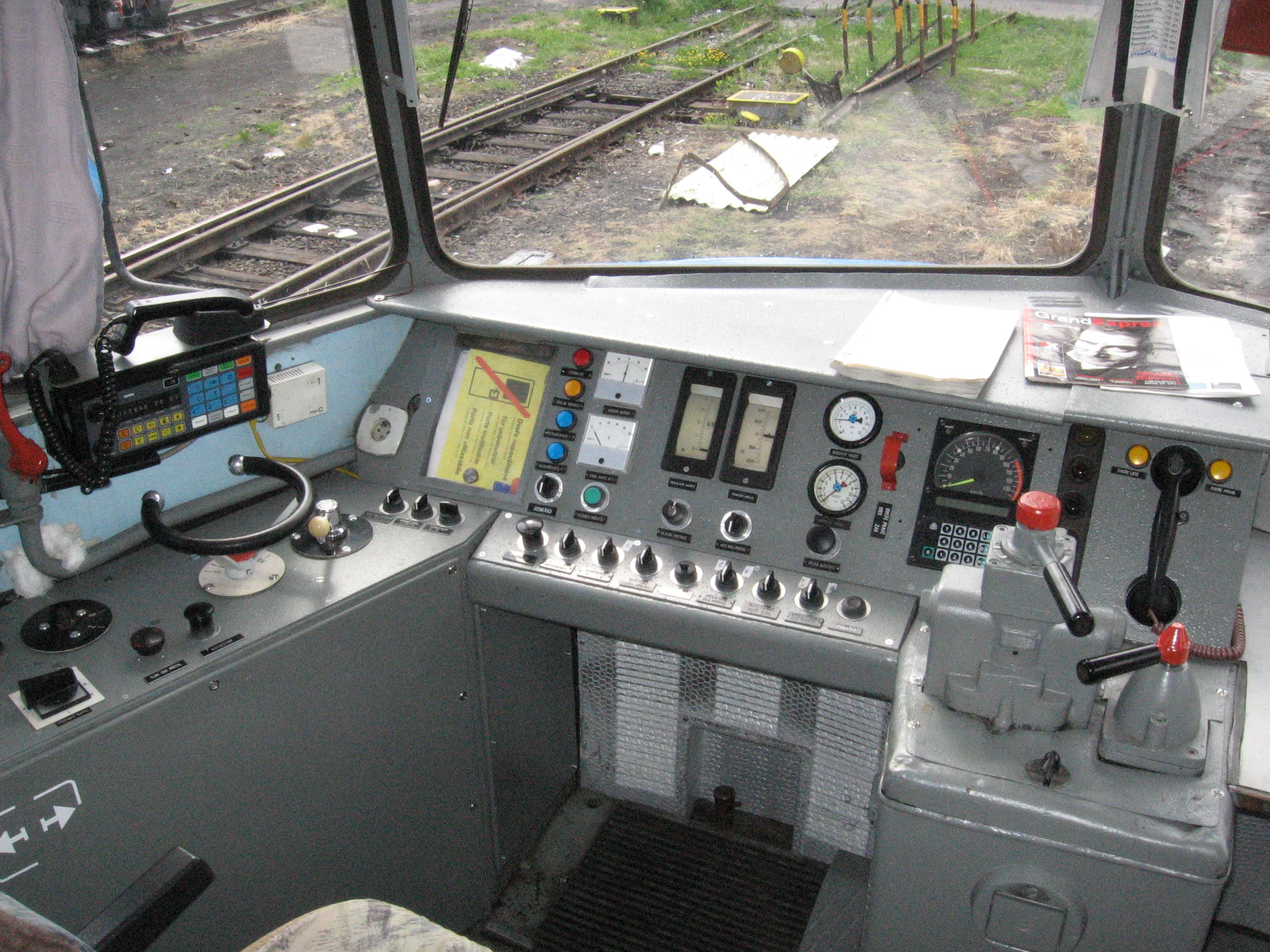
Führerstand
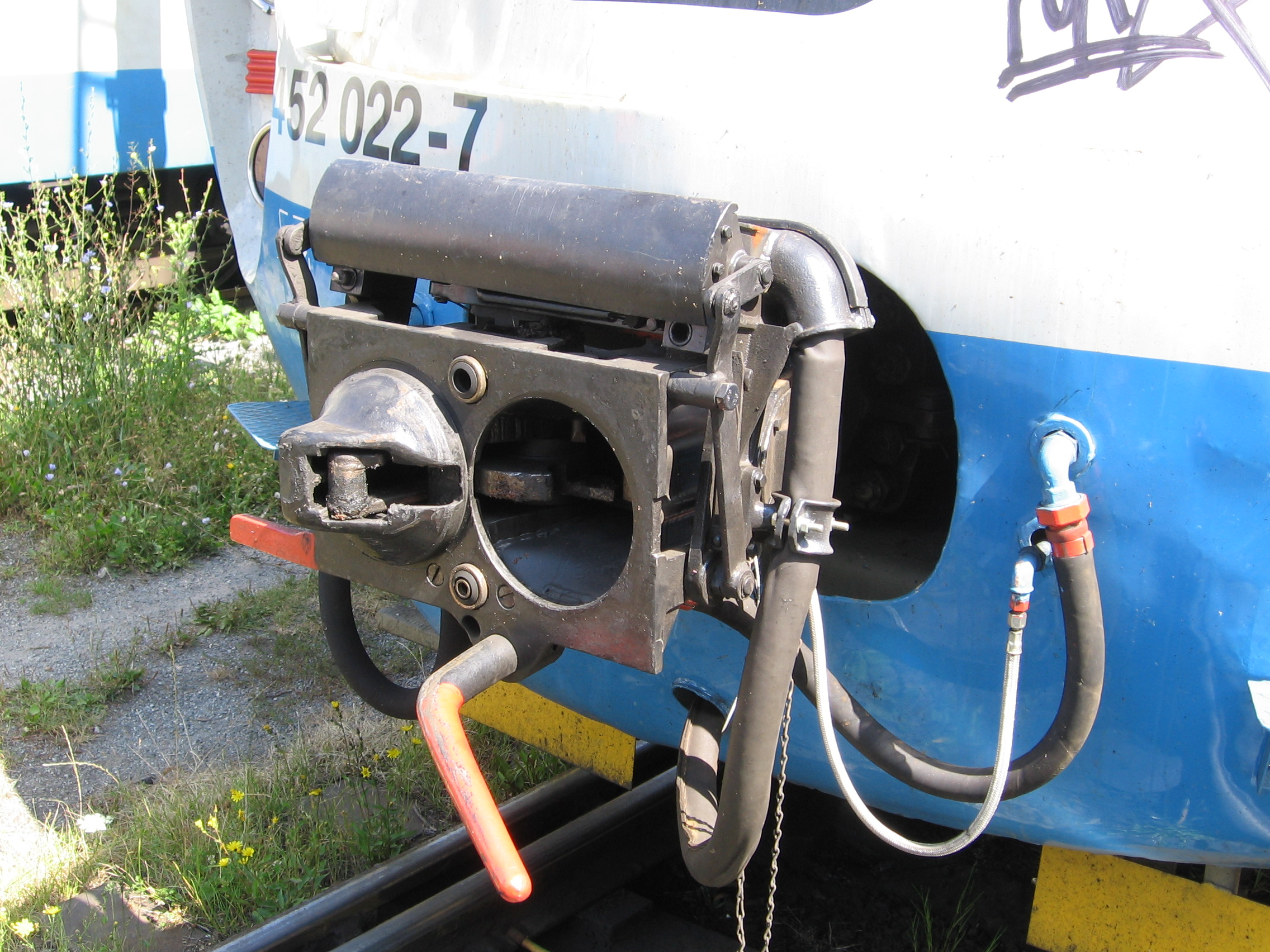
Scharfenbergkupplung mit Kontaktaufsatz
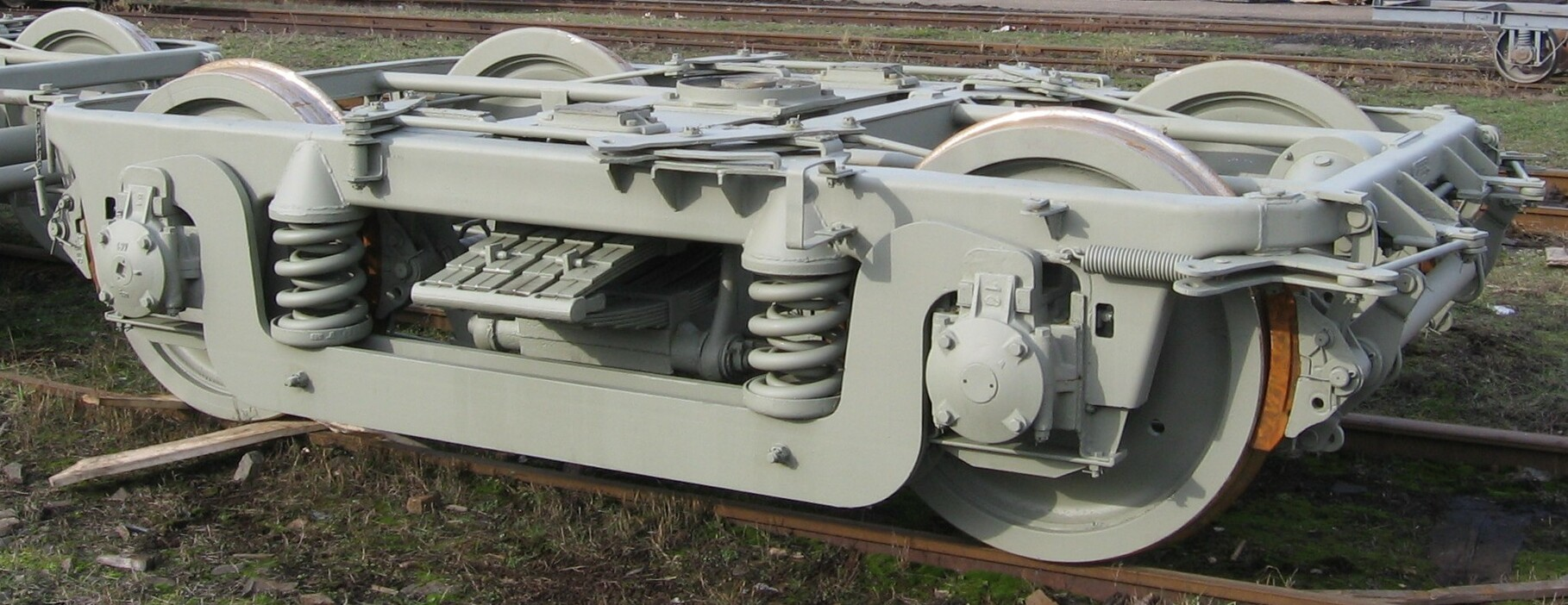
Drehgestell